# Хімічний склад річкових вод басейну Дону (Сіверського Дінця)
Хімічний склад річкових вод басейну Дону (Сіверського Дінця) - вміст розчинених у річкових водах басейну Сіверського Дінця хімічних речовин - основних (головних) іонів,  біогенних речовин,  мікроелементів, значення мінералізації та твердості води. Сіверський Донець впадає у р. Дон, тому згідно з гідрографічним районуванням території України виділяється район річкового басейну Дону з суббасейном  Сіверського Дінця.

## Умови формування хімічного складу річкових вод басейну
За характером ґрунтового покриву, ландшафними та геоморфологічними умовами на території басейну р. Сіверський Донець виділяють: північну лісостепову частину вище віl гирла р. Оскол; лівобережну  степову (Задонецький степ), що охоплює водозбори лівих притоків Сіверського Дінця на південь від р. Оскіл; правобережну частину між верхів'ями р. Казенний Торець та р. Кундрюча.
У північній лісостеповій частині басейну, розташованій на схилах Середньоросійської височини, формування хімічного складу вод відбувається в умовах достатнього зволоження під впливом багатих карбонатами чорноземних ґрунтів і підстилаючих порід. Руслові води характеризуються гідрокарбонатним складом і помірною мінералізацією.
У степовій частині басейну на водозборах лівих приток Сіверського Дінця в міру зменшення зволоження в напрямку з півночі на південь і південний схід збільшується ступінь засолення ґрунтів  сульфатами і хлоридами, які впливають на склад та тип річкових вод і підвищують їх мінералізацію.
У правобережній частині басейну в області Донецького кряжу формування хімічного складу річкових вод відбувається під впливом соленосних порід. Сильне розчленування місцевості сприяє дренуванню водоносних горизонтів з високомінералізованими водами. Річкові води тут відрізняються підвищеною мінералізацією і переважно сульфатно-хлоридним складом.

## Гідрохімічний режим
Гідрохімічний режим річок басейну Сіверського Дінця залежить від гідрологічного режиму.
Під час весняної повені за узагальненими багаторічними даними гідрохімічного моніторингу гідрометслужби України формування хімічного складу річкових вод басейну Сіверського Дінця залежить головним чином від інтенсивності сніготанення та висоти повені, що в свою чергу зумовлюється метеорологічними чинниками. Найбільші витрати води весною на більшості річок басейну зазвичай спостерігаються в березні.
На більшій частині території мінімальна мінералізація річкових вод при найбільших витратах води коливається в межах 120-130 мг/дм³, а при низьких весняних повенях досягають 370 мг/дм³.
Більш високою мінералізацією повеневих вод відрізняються малі річки, що стікають зі схилів Донецького кряжу — 300-1000 мг/дм³.
У лісостеповій частині басейну формуються руслові води гідрокарбонатного класу групи кальцію.
У степовій, на південь від р. Оскіл - у річках Червона, Суха, Велика Кам'янка та Мала Кам'янка збільшується вміст сульфатів і хлоридів.
1. Середні багаторічні концентрації основних іонів та мінералізація річкових вод у моніторингових створах басейну Сіверського Дінця, мг/дм³
| Річка - пункт, сезон              | Ca2+  | Mg2+ | Na+K+ | HCO− 3 | SO2− 4 | Cl−   | Мінералізація води |
| --------------------------------- | ----- | ---- | ----- | ------ | ------ | ----- | ------------------ |
| Весняна повінь                    |       |      |       |        |        |       |                    |
| Сіверський Донець – с. Огірцеве   | 93    | 20,7 | 25,9  | 324,6  | 90,3   | 39,2  | 594                |
| Сіверський Донець – с. Кружилівка | 187,7 | 37,6 | 170,2 | 262,5  | 251,1  | 370,4 | 1280               |
| Літньо-осіння межень              |       |      |       |        |        |       |                    |
| Сіверський Донець – с. Огірцеве   | 112,1 | 26,4 | 46,8  | 377,9  | 99,5   | 40,3  | 703                |
| Сіверський Донець – с. Кружилівка | 173,3 | 40   | 219,1 | 258    | 330,5  | 368,6 | 1390               |
| Зимова межень                     |       |      |       |        |        |       |                    |
| Сіверський Донець – с. Огірцеве   | 112,3 | 25,5 | 88,7  | 435,7  | 131,5  | 49,7  | 843                |
| Сіверський Донець – с. Кружилівка | 175,2 | 38,6 | 206,8 | 276,8  | 371,1  | 355,2 | 1424               |

Крім природних чинників, на формування хімічного складу повеневих вод річок Донбасу великий вплив мають антропогенні чинники: скидання шахтних вод і промислових стічних вод з ставків-накопичувачів, що відбувається зазвичай під час весняної повені Цим можна пояснити різке збільшення концентрації сульфатів і хлоридів, що спостерігається під час проходження максимальних витрат води під час весняної повені, а також значне коливання цих показників протягом року. Це особливо характерно для річок Казенний Торець, Кривий Торець, Бахмутка та Лугань.
2. Середні багаторічні концентрації біогенних речовин - загального заліза (Fe), мінерального фосфору (P), кремнію (Si), сполук азоту (NO−
3, NO−
2, NH+
4), мг/дм³ та значення біхроматної окиснюваності (БО, мг О/дм³) у річкових водах за моніторинговими створами басейну Сіверського Дінця 
| Річка - пункт, сезон              | Fe   | P     | Si  | NO− 3 | NO− 2 | NH+ 4 | БО   |
| --------------------------------- | ---- | ----- | --- | ----- | ----- | ----- | ---- |
| Весняна повінь                    |      |       |     |       |       |       |      |
| Сіверський Донець – с. Огірцеве   | 0,24 | 0,086 | 7,8 | 0,039 | 0,078 | 0,109 | 17,7 |
| Сіверський Донець – с. Кружилівка | 0,09 | 0,061 | 3,4 | 0,037 | 0,030 | 0,429 | 20,8 |
| Літньо-осіння межень              |      |       |     |       |       |       |      |
| Сіверський Донець – с. Огірцеве   | 0,16 | 0,132 | 6,2 | 0,130 | 0,051 | 0,150 | 11,8 |
| Сіверський Донець – с. Кружилівка | 0,13 | 0,049 | 6,1 | 0,067 | 0,018 | 1,100 | 18,5 |
| Зимова межень                     |      |       |     |       |       |       |      |
| Сіверський Донець – с. Огірцеве   | 0,29 | 0,113 | 6,7 | 0,078 | 0,026 | 0,109 | 21,3 |
| Сіверський Донець – с. Кружилівка | 0,03 | 0,080 | 5,3 | 0,018 | 0,036 | 0,663 | 18,1 |

Під час літньо-осінньої та зимової межені у правобережній частині басейну р. Сіверський Донець, на водозборах на південь від р. Берека,  формуються води сульфатно-гідрокабонатного, сульфатно-хлоридного і хлоридно-сульфатного складу.
Мінералізація річкових вод тут досягає 2000-5000 мг/дм³, а твердість води - 20-29 ммоль/дм³. Особливо засолені води басейнів річок Казенний Торець, Кривий Торець, Бахмутка. Концентрація хлоридів і сульфатів тут досягає 1000-2000 мг/дм³.
У цих річках спостерігається незадовільна якість води за рахунок природних та антропогенних чинників - значне перевищення мінералізації та твердості води для прісних вод та ГДК для джерел питного водопостачання.
Формування гідрохімічного режиму Сіверського Дінця від характеру водозбору та впливу промислових стічних вод.
Так, у верхів,ї біля с. Дальні Піски склад води чітко виражений гідрокарбонатно-кальцієвий. Значення мінералізації води у період весняної повені змінюється в межах 230-390 мг/дм³. У меженний період мінералізація води зазвичай не перевищує 630 мг/дм³.
Нижче за течією річки склад води змінюється. Особливо чітко помітні ці зміни біля м. Лисичанськ, де на його формування мають значний вплив правобережні притоки Казенний Торець і Бахмутка, а також скидання стічних вод Рубежанського хімічного комбінату. Під час весняної повені мінералізація води змінюється в межах 212-601 мг/дм³. У меженний період мінералізація води збільшується до 626-997 мг/дм³. Далі вниз за течією  мінералізація річкової води ще зростає - перевищує 1000 мг/дм³.  Склад води характеризується підвищеними концентраціями сульфатів (200-370 мг/дм³) і хлоридів (355-370 мг/дм³).
Таким чином, вміст основних іонів, біогенних та органічних речовин у воді р. Сіверський Донець, крім природних чинників, також значною мірою залежить від впливу промислових стічних вод. Забруднення стічними водами приток зумовлює збільшення окисності та концентрацій сполук азоту, заліза, важких металів, фенолів тощо. Вниз за течією спостерігається зростання всіх показників (див. табл. 1-3)
3. Середні багаторічні концентрації важких металів (міді - Cu, цинку - Zn та хрому - Cr)  у річкових водах за моніторинговими створами басейну Південного Бугу, мкг/дм³ 
| Річка - пункт, сезон              | Cu  | Zn   | Cr  |
| --------------------------------- | --- | ---- | --- |
| Весняна повінь                    |     |      |     |
| Сіверський Донець – с. Огірцеве   | 2   | 4    | 0,5 |
| Сіверський Донець – с. Кружилівка | 3,8 | 5    | 0,5 |
| Літньо-осіння межень              |     |      |     |
| Сіверський Донець – с. Огірцеве   | 0,5 | 11,5 | 1,5 |
| Сіверський Донець – с. Кружилівка | 2,5 | 5,8  | 0,5 |
| Зимова межень                     |     |      |     |
| Сіверський Донець – с. Огірцеве   | 2,0 | 29,2 | 0,3 |
| Сіверський Донець – с. Кружилівка | 1,8 | 39,3 | 0,3 |